# Karmøy (kommune)
Pour les articles homonymes, voir Karmøy.
Karmøy est une kommune de Norvège. Elle est située sur l'île de Karmøy, dans le comté de Rogaland, district de Haugaland, région de Vestlandet, sud-ouest du pays. Elle résulte d'une redéfinition de l'ancienne municipalité de Avaldsnes.

## Site archéologique
En 1834-1835, une tombe est découverte à Avaldsnes, sur l'île de Karmøy, sous un tertre de 43 mètres de diamètre et 5 mètres de haut. Connue sous le nom de Flagghaug, elle est celle d'un homme enterré autour de l'an 200 dans un cercueil en chêne avec à ses côtés des objets précieux en grande quantité : un collier d'or pur, un plateau de jeu et 31 pions en verre, un miroir en bronze, une balance en bronze, une coupe en argent, de la décoration en argent, une corne à boire, un bol en bronze décoré d'une tête de lion, ainsi que des armes et un bouclier. Les objets sont exposés au Musée de Bergen.

## Personnalités
- Aase Simonsen (1962-), femme politique, est née à Karmøy, et a été maire de la commune de 2011 à 2015.

## Jumelages
| Ville | Ville  | Pays | Pays  |
| ----- | ------ | ---- | ----- |
|       | Mjölby |      | Suède |